# Lưu Do
Lưu Do (chữ Hán: 劉繇; 157-198), là quan viên cuối thời Đông Hán, đầu thời Tam Quốc trong lịch sử Trung Quốc. Ông tham gia cuộc chiến quân phiệt và cuối cùng thất bại.

## Thân thế
Lưu Do tên tự là Chính Lễ, người huyện Trung Mâu quận Đông Lai, là dòng dõi quý tộc nhà Hán. Ông nội Lưu Do là Lưu Sủng làm thái úy nhà Đông Hán, cha ông là Lưu Dư làm thái thú quận Sơn Dương, anh ông là Lưu Đại làm Thứ sử Duyện châu.

## Thời trẻ
Lưu Do thời trẻ được thái thú trong quận tiến cử làm Hiếu liêm, rồi bản châu tiến cử làm Mậu tài. Sau đó ông được thăng lên làm huyện trưởng, theo lệnh của Thứ sử giữ chức Bộ chúng sự, quản lý vùng Tế Nam. Trong thời gian tại vị ông đã phát hiện vị tướng quốc nước Tế Nam tham ô mua chức tước, bất chấp vị này là con của một Trung thường thị trong triều, Lưu Do vẫn làm bản tấu đề nghị bãi chức.
Năm 189, Hán Linh Đế mất, Hán Thiếu Đế lên ngôi. Đổng Trác vào kinh nắm quyền trong triều, phế Thiếu Đế lập Hán Hiến Đế. Lưu Đại anh Lưu Do được phong làm Thứ sử Duyện châu.

## Trong cuộc chiến chư hầu
Năm 194, Lý Thôi nắm được Hán Hiến Đế, nhân danh vua Hán triệu tập Lưu Do và phá lệ phong ông làm Tư không duyện. Nhưng Lưu Do không đến nhận chức. Lý Thôi bèn phong ông làm Thị trung. Ông cũng không đến. Sau cùng Lý Thôi bèn nhân danh Hán Hiến Đế phong ông làm Thứ sử Dương châu. Lần này Lưu Do nhận chức.
Lưu Do lên đường đến nhiệm sở Dương châu, nhưng lúc đó địa bàn Dương châu khá phức tạp. Quân phiệt Viên Thuật lĩnh chức Tả tướng quân từ Nam Dương chạy sang phía đông, bị Tào Tháo đánh bại bèn rút về chiếm đóng Thọ Xuân từ năm 193. Viên Thuật bổ nhiệm thủ hạ của mình là Huệ Cù làm Thứ sử Dương châu, tự mình xưng là Từ châu bá. Lưu Do không thể đối địch được với Viên Thuật nên không dám tới thủ phủ Dương châu ở Thọ Xuân mà tới đóng nhiệm sở tại huyện Khúc A thuộc Ngô quận.
Lúc đó Tôn Kiên thái thú Trường Sa đã chết, con là Tôn Sách đang nương nhờ Viên Thuật. Nhưng 2 người nhà họ Tôn là Ngô Cảnh - cậu của Tôn Sách - đang giữ chức Thái thú Đan Dương và Tôn Bí – anh họ Tôn Sách – đang giữ chức Đô úy Đan Dương lại nghênh đón Lưu Do tới nhiệm sở Khúc A.
Năm 194, Viên Thuật có ngọc tỷ muốn xưng đế. Cùng lúc, Tôn Sách em họ Tôn Bí lại theo lệnh Viên Thuật đánh chiếm được quận Lư Giang thuộc Dương châu từ tay thái thú Lục Khang. Lưu Do cho rằng Ngô Cảnh và Tôn Bí là người cùng phe với Thuật bèn bất ngờ xuất quân đánh úp hai người để giải trừ mối lo. Ngô Cảnh và Tôn Bí phải bỏ Đan Dương chạy sang bên kia sông Trường Giang đóng ở Lịch Dương. Lưu Do sai thủ hạ là Phàn Năng, Vu Lộc đóng quân ở Hoành Giang và Trương Anh đóng ở cửa khẩu Đương Lợi ngăn giữ bến đò bên này sông Trường Giang để chống cự với Viên Thuật.
Viên Thuật phong cho Chu Thượng (chú của Chu Du) làm Thái thú Đan Dương, lại phong thủ hạ là Huệ Cù làm Thứ sử Dương châu và cho Ngô Cảnh làm Đô đốc quân trung lang tướng cùng Tôn Bí đi đánh Trương Anh. Hai bên giao chiến một thời gian dài, trong 1 năm bất phân thắng bại.
Triều đình Trường An (trong tay Lý Thôi) thấy Lưu Do triệt để chống Viên Thuật, nhân đó phong ông làm Dương Vũ tướng quân, thăng từ Thứ sử Dương châu lên Châu mục Dương châu.
Năm 195, Tôn Sách tìm cách ly khai Viên Thuật, bèn lấy cớ đi cứu giúp Ngô Cảnh và Tôn Bí để mang quân ra ngoài, nuôi ý định chinh phạt vùng Dương châu để lập nghiệp. Viên Thuật cho rằng Tôn Sách không địch nổi Lưu Do nên đồng ý.
Giữa lúc chiến sự thì Lưu Do gặp người quen là Thái Sử Từ từ Đông Hải tới Khúc A yết kiến. Có người khuyên Lưu Do phong Thái Sử Từ làm đại tướng đối phó với Tôn Sách nhưng Lưu Do lại coi thường, cho rằng Từ chưa có uy tín, chỉ cho làm do thám.
Tôn Sách hợp binh với Chu Du, tấn công Hoành Giang, Dương Lợi, liên tiếp đánh bại các bộ tướng của Lưu Do là Phàn Năng và Trương Anh. Nhân đà thắng lợi, Tôn Sách tiến lên chiếm trại Ngưu Chử của Lưu Do.
Lưu Do liên kết với tướng cũ của Đào Khiêm ở Hạ Bì là Trách Dung (笮融) và Tiết Lễ (薛禮) là tướng quốc nước Hạ Bì để chống lại Tôn Sách. Tôn Sách mang quân đánh Trách Dung. Trách Dung sau khi thua trận đầu lui về cố thủ không ra đánh. Tôn Sách quay sang đánh Tiết Lễ. Tiết Lễ nhanh chóng thua trận và bỏ chạy, nhưng Lưu Do cũng kịp điều bộ tướng Phàn Năng (樊能) và các tướng tập hợp lực lượng tấn công lại trại Ngưu Chử.
Tôn Sách quay về đánh bại Phàn Năng và giữ được Ngưu Chử. Sau đó, Sách lại tấn công Trách Dung. Tuy nhiên, Sách bị quân Trách Dung bắn trúng tên vào đùi. Sách phải quay về Ngưu Chử, Trách Dung sau đó có tổ chức một trận bị tấn công thất bại nên không dám ra nữa.
Tôn Sách sau đó tạm thời bỏ qua kế hoạch tấn công Trách Dung và tập trung lực lượng vào Khúc A - đại bản doanh của Lưu Do. Lưu Do chống cự không nổi, phải bỏ chạy tới Đan Đồ, sau đó lại bị đánh bại, đất đai xung quanh đều bị Tôn Sách chiếm đóng. Ông bỏ thành và chạy về phía nam, tới quận Dự Chương (豫章) nương tựa thái thú Hoa Hâm.

## Qua đời
Tôn Sách không thể truy kích Lưu Do vì phải đánh dẹp người bản địa ở Đan Dương không thần phục, đóng trại cố thủ không theo; sau đó lại đối phó với thái thú Cối Kê là Vương Lãng và tướng Hải Tây là Trần Vũ.
Giữa lúc đó Trách Dung lại làm càn, mang quân cướp phá các nơi. Lưu Do bèn ra quân dẹp Trách Dung. Hai bên dàn quân đánh nhau. Lưu Do bị thua trận đầu nhưng sau đó đã thắng lại trận sau, đuổi được Trách Dung vào trong núi. Trách Dung bị dân địa phương giết chết.
Năm 198, Lưu Do lâm bệnh mất ở quận Dự Chương . Năm đó ông 43 tuổi.
Tôn Sách nghe tin Lưu Do chết vô cùng cảm khái. Cùng lúc đó thái thú Cối Kê là Vương Lãng gửi thư cho Tôn Sách, nài nỉ Tôn Sách hãy chiếu cố gia quyến Lưu Do. Tôn Sách bèn sai Thái Sử Từ đi thu phục những thủ hạ cũ của Lưu Do và quan tâm tới các con ông. Trong số các thủ hạ của ông theo phục vụ họ Tôn có Tôn Thiệu sau này trở thành thừa tướng đầu tiên nước Đông Ngô.

## Trong Tam Quốc diễn nghĩa
Lưu Do là nhân vật phụ trong tiểu thuyết Tam Quốc diễn nghĩa của La Quán Trung. Ông chỉ xuất hiện tại hồi 15. La Quán Trung lầm lẫn chép rằng sau khi thất bại, ông cùng thủ hạ chạy sang Dự Chương theo Lưu Biểu, trên thực tế quận Dự Chương khi đó thuộc Dương châu chứ không thuộc Kinh châu và đang nằm trong tay thái thú Hoa Hâm.
Sau khi bỏ trốn sang Dự Chương, Lưu Do không được La Quán Trung nhắc tới nữa.